# Mastgat
Het Mastgat is een zeearm in de Zeeuwse delta. Het water scheidt Sint Philipsland (aan de noordzijde) en Tholen (zuidzijde) van Schouwen-Duiveland en is samen met het Keeten en het Zijpe onderdeel van de verbinding tussen de Grevelingen en de Krammer in het noorden en de Oosterschelde in het zuiden. Het Mastgat staat in open verbinding met de Oosterschelde en kent daarom ook getijden. Het water is zout.
Het vaarwater wordt gebruikt door binnenvaartschepen tot CEMT-klasse VIb en pleziervaart.
Het water kreeg zijn naam nadat er in 1671 een kaag was gezonken waarvan de mast lange tijd boven het water uitstak. De mast fungeerde als baken voor de scheepvaart. Voor 1671 werd het Mastgat tot het Keeten gerekend.
Het Mastgat is onderdeel van het Natura 2000-gebied Oosterschelde en ook van het Nationaal Park Oosterschelde. Langs de zeedijk van het eiland Schouwen-Duiveland liggen de Slikken van Viane. Deze uitgestrekte slibgronden liggen bij hoogwater onder water. Er groeien Zeeuwse zeegroenten zoals zeekraal en zeeaster lokaal bekend als lamsoren. De slikken en  schorren  zijn niet toegankelijk, maar er mag wel over gevaren worden.